# ウィン・アウン
ウィン・アウン（Win Aung、ビルマ語: ဝင်းအောင်、1944年2月28日 - 2009年11月4日）は、ミャンマーの軍人、政治家。タニンダーリ管区ダウェー郡出身。
ヤンゴン大学理学部卒業後、軍に入隊し情報将校を務めた。その後はドイツ大使やイギリス大使を経たのち1998年11月よりタン・シュエ首相の元で外務大臣に任ぜられた。その後の2004年9月に解職され、10月18日にはキン・ニュンらとともに裁判にかけられ、ウィンはヤンゴン内のインセイン刑務所に収容された。彼の罪状は国有財産不正使用罪で禁固7年の判決を受けた。
2009年11月4日、獄中にて脳卒中により死亡。65歳だった。死亡時、刑務所に服役している唯一のミャンマー政府の元大臣であった。